# Lithobius asper
Lithobius asper är en mångfotingart som beskrevs av Muralevitch 1926. Lithobius asper ingår i släktet Lithobius och familjen stenkrypare.

## Underarter
Arten delas in i följande underarter:
- L. a. laeviceps
- L. a. asper